# Камень (Ивано-Франковская область)
Ка́мень (укр. Камінь) — село в Рожнятовской поселковой общине Калушского района Ивано-Франковской области Украины.
Население по переписи 2001 года составляло 1172 человека. Занимает площадь 14,557 км². Почтовый индекс — 77633. Телефонный код — 03474.

## История
В исторических источниках есть сведения, что село возникло в 1597 году. В документе за 1697 год говорится о том, что Станислав Жолкевский, гетман польской короны, рогатинский, каменецкий и калушский староста дозволяет Прокопу Гаврилковичу, Петру Олельковичу, Ивану Волковичу и Петру Федоровичу основать на королевской земле село в лесу на урочище «Камень», как свидетельствует учёный Мирослав Габорак.
В прошлом село имело название Каменистий горб. В старину тут добывали строительные камни. Первыми жителями были каменщики Рукшинецкие, которые мостили дорогу. Недалеко от села находится большая каменная глыба, от которой кололи камни.